# قوانين التكنولوجيا المساعدة
توفّر قوانين التكنولوجيا المساعدة تمويلاً اتحاديًا من وزارة التربية في الولايات المتحدة لكل ولاية وإقليم لدعم "جهود الولايات لتحسين توفير التكنولوجيا المساعدة للأفراد ذوي الإعاقات من جميع الأعمار من خلال برامج شاملة على مستوى الولاية للمساعدة المتعلقة بالتكنولوجيا". تُعرّف التكنولوجيا المساعدة بأنها المعدات أو العناصر أو الأجهزة المستخدمة لتحسين أو الحفاظ على وظائف الفرد ذي الإعاقة. وهذا يُمكّن الفرد من أن يكون أكثر استقلالية في حياته، بما يشمل التعليم، والأنشطة الترفيهية، وأي نشاط يومي آخر. تشمل الخدمات المقدّمة في مجال التكنولوجيا المساعدة القدرة على استخدام الأجهزة، والتقييم لها، وأي صيانة ضرورية مثل التخصيص والإصلاح والتدريب.
بموجب قوانين التكنولوجيا المساعدة، تُمنح كل ولاية منحًا اتحادية لتمويل مشروع قانون التكنولوجيا المساعدة، والذي يقدم خدمات للأفراد ذوي الإعاقات، وعائلاتهم، والأوصياء عليهم، وغيرهم، طوال حياتهم. وقد تم تمرير القانون لأول مرة في عام ١٩٨٨، وينتهي كل سنة ويحتاج إلى تجديد مستمر لضمان استمرار تقديم الخدمات.
حالياً، هناك ٥٦ برنامج تكنولوجيا مساعدة على مستوى الولايات. توجد برامج لكل من الولايات الخمسين، وأربعة أقاليم أميركية، إضافة إلى بورتو ريكو ومنطقة كولومبيا. لما يقارب خمسين مليون شخص من ذوي الإعاقات في الولايات المتحدة، فإن هذه البرامج متاحة لمساعدتهم في اختيار واقتناء التكنولوجيا المساعدة، والتي تُعرّف بأنها أي جهاز يساعدهم في أداء مهام ستكون صعبة أو مستحيلة بدونها. يُلزم المستفيدون من المنح بتنفيذ الأنشطة على المستوى المحلي وقيادة البرامج على مستوى الولاية. كما يجب عليهم إبلاغ الأفراد ذوي الإعاقات عن التكنولوجيا المساعدة، وأماكن توفرها، وكيفية الحصول عليها.

## التاريخ
قانون المساعدة المتعلقة بالتكنولوجيا للأفراد ذوي الإعاقات (القانون العام ١٠٠–٤٠٧)، تم تمريره لأول مرة في عام ١٩٨٨، وأُعيد تفويضه في عام ١٩٩٤ (القانون العام ١٠٣–٢١٨) ومرة أخرى في عام ١٩٩٨ (القانون العام ١٠٥–٣٩٤). وقد تم تصنيفه على أنه منحة لتغيير الأنظمة وغالبًا ما يُطلق عليه اسم "قانون التكنولوجيا". قام الكونغرس بتمرير هذا التشريع لزيادة الوصول إلى التكنولوجيا المساعدة، وتوفرها، وتمويلها من خلال جهود الولايات والمبادرات الوطنية. أكد قانون عام ١٩٩٨ أن التكنولوجيا أداة قيمة يمكن استخدامها لتحسين حياة الأميركيين ذوي الإعاقات. وبمساعدة الحكومة، أصبح بإمكان العديد من الأشخاص الوصول إلى المعدات والأجهزة التي لم يكن لديهم من قبل فرصة لامتلاكها.
تم منح كل ولاية وإقليم في الولايات المتحدة مشروعًا بموجب قانون التكنولوجيا. بدأت المجموعة الأولى من المشاريع في عام ١٩٨٩. كان لكل مشروع على مستوى الولاية تمويل لمدة خمس سنوات بموجب قانون عام ١٩٨٩. وكان من الضروري تقديم طلب منحة تنافسية للحصول على خمس سنوات إضافية من التمويل. ضمنت المشاريع الحصول على تمويل كامل لمدة ثماني سنوات؛ ثم السنة التاسعة بتمويل نسبته ٧٥٪؛ والسنة العاشرة كمشروع قانون التكنولوجيا بنسبة تمويل ٥٠٪.
كان من المقرر أن ينتهي التشريع الداعم لمشاريع التكنولوجيا المساعدة في الولايات في ٣٠ أيلول ٢٠٠٤. وقد أعاد قانون التكنولوجيا المساعدة لعام ٢٠٠٤ (القانون العام ١٠٨–٣٦٤) تفويض برامج التكنولوجيا المساعدة في جميع الولايات والأقاليم لمدة خمس سنوات على أساس الصيغة التمويلية، وأزال بند الانتهاء من القانون.

## قانون التكنولوجيا المساعدة لعام ٢٠٠٤
قانون التكنولوجيا المساعدة لعام ٢٠٠٤، الذي وقّعه الرئيس جورج دبليو. بوش، ضَمِن استمرار التمويل الأساسي للتكنولوجيا المساعدة. سمح استمرار القانون للعديد من الأشخاص ذوي الإعاقات بالاستمرار في المشاركة في الأنشطة اليومية. وبينما أُنشئ هذا القانون في عام ١٩٨٨، وقعت العديد من التغييرات عند تجديده في عام ٢٠٠٤. إحدى التغييرات الرئيسية التي جاء بها قانون التكنولوجيا المساعدة لعام ٢٠٠٤ كانت في الغرض من القانون. ركزت القوانين السابقة على مساعدة الولايات في بناء "أنظمة لتحسين الوصول إلى أجهزة التكنولوجيا المساعدة للأفراد ذوي الإعاقات". قام القانون بتعديل قانون عام ١٩٩٨ لتعديل وإعادة تفويض برامج التكنولوجيا المساعدة. تسمح التعديلات لوزير التربية بمنح الولايات تمويلاً للحفاظ على برامج التكنولوجيا المساعدة على مستوى الولاية.
يساعد البرنامج الأفراد ذوي الإعاقات، وأفراد عائلاتهم، وأوصياءهم، وممثليهم المخولين، والمدافعين عن حقوقهم في الحصول على التكنولوجيا المساعدة. بالإضافة إلى ذلك، تتطلب تعديلات عام ٢٠٠٤ على منح التكنولوجيا المساعدة من الولايات استخدام الأموال للأنشطة على مستوى الولاية. وتشمل هذه الأنشطة أنظمة التمويل، والتي تتضمن برامج القروض لتسهيل الوصول إلى خدمات وأجهزة التكنولوجيا المساعدة. تتيح قروض الأجهزة للأفراد استعارة جهاز تكنولوجيا مساعدة لفترة زمنية محدودة لاختبار ما إذا كان يلبي احتياجاتهم قبل شرائه. كما تسمح خدمات التمويل على مستوى الولاية للأفراد ذوي الإعاقات بالحصول على قروض مالية لاقتناء أجهزة تكنولوجيا مساعدة بتكلفة أقل عبر مصادر غير تابعة لقانون التكنولوجيا المساعدة أو عبر تمويل شخصي.
إضافة إلى ذلك، يساعد البرنامج في إعادة استخدام الأجهزة، والتي تتيح للمستهلكين إصلاح وتجديد وإعادة توزيع الأجهزة. تسمح خدمات إعادة استخدام التكنولوجيا المساعدة لأشخاص آخرين من ذوي الإعاقات بإعادة استخدام أجهزة لم تعد تُستخدم من قبل مالكيها الأصليين، مما يتيح الحصول على الأجهزة بتكاليف منخفضة. كما يساعد البرنامج في توفير قروض للأجهزة مع عروض توضيحية تدعم عمليات اتخاذ القرار.

## إنجازات برامج قانون التكنولوجيا في الولايات
بفضل جهود برامج قانون التكنولوجيا في الولايات، أصبح ملايين الأميركيين ذوي الإعاقات قادرين على الذهاب إلى العمل، والالتحاق بالمدارس، والمشاركة في الأنشطة الترفيهية، والمساهمة في مجتمعاتهم. يتم تلخيص إنجازات هذه البرامج سنويًا ضمن متطلبات التقارير. وتقوم جمعية برامج قانون التكنولوجيا المساعدة بتجميع هذه الإنجازات؛ كما يمكن العثور على نسخ كاملة من كل خطة على مستوى الولاية في النظام الوطني لمعلومات التكنولوجيا المساعدة.
جمعية برامج قانون التكنولوجيا المساعدة هي منظمة وطنية غير ربحية تأسست في عام ١٩٩٧ وتمولها الحكومة الاتحادية من خلال قانون التكنولوجيا المساعدة للإشراف على برامج التكنولوجيا في الولايات. أنشأت الجمعية شبكة للتكنولوجيا المساعدة لتبادل الموارد بين الولايات، ومناقشة القضايا، وتقديم الدعم، وإجراء الأبحاث، والدفاع عن البرامج والقوانين، وتوفير الوصول إلى التكنولوجيا المساعدة. تهدف الجمعية إلى "الحفاظ على شبكة وطنية قوية وفعّالة وكفوءة من برامج التكنولوجيا المساعدة على مستوى الولاية وتعزيزها". لا تهدف هذه البرامج فقط إلى توفير المعدات الضرورية، بل أيضًا إلى تعزيز فعالية البرامج على جميع المستويات. ويجب الاعتراف بهذه البرامج، وكلما تم تمرير تشريعات جديدة زاد الانتباه إلى كل ما قدمته التكنولوجيا المساعدة لدعم الأفراد ذوي الإعاقات.
لكل ولاية خططها المصممة خصيصًا، والتي يمكن العثور عليها في النظام الوطني لمعلومات التكنولوجيا المساعدة. بعد اختيار الولاية، سيظهر اسم برنامج التكنولوجيا المساعدة فيها، إلى جانب العنوان ومعلومات الاتصال. تحت هذه المعلومات، ستجد وصفًا لكيفية إنشاء البرنامج في تلك الولاية، وكيف يلبي متطلبات الولاية، ووصفًا موجزًا للتكنولوجيا المقدّمة. تحت هذا الوصف، ستجد ملف البرنامج، وهو مقسم إلى ستة أقسام:
القسم الأول يحتوي على ملف برنامج التكنولوجيا المساعدة على مستوى الولاية، والوكالة الرائدة، والجهة المنفذة، وعنوان البرنامج.
القسم الثاني يقدم معلومات حول أنشطة التمويل على مستوى الولاية، مع تفاصيل حول ما سيتم تحقيقه وكيف سيتم تنفيذ هذه الأنشطة المحددة.
القسم الثالث يصف إعادة استخدام الأجهزة، ويشرح تطوير أبحاث حول فعالية هذه البرامج داخل الولاية، وكيف سيتم تنفيذها.
القسم الرابع يتناول موضوع إقراض الأجهزة، ويشير إلى ما إذا كانت للولاية برامج إقراض وكيفية تنفيذها.
القسم الخامس يتحدث عن عروض توضيحية للأجهزة، حيث تشير الولاية إلى ما إذا كانت هناك مراكز عرض مدعومة من تمويل القانون، وما إذا كانت هناك مراكز تعليم مستقلة مدعومة من تمويل حكومي.
القسم السادس والأخير يصف أنشطة القيادة على مستوى الولاية، بما في ذلك تطوير البرامج والتدريب الموجه إلى جهات معينة. كما يشير إلى ما إذا كانت الولاية توفر خدمة معلومات مجانية وخدمة الإحالة، والإعلانات العامة عبر محطات الإذاعة والتلفاز، وإذا كانت تصدر مقالات ونشرات لزيادة الوعي بالتكنولوجيا المساعدة.
تختلف البرامج من ولاية إلى أخرى، ويتم تصميم الخطط بناءً على حاجات الأفراد في كل ولاية. للتعرف على برنامج ولايتك، يمكنك زيارة النظام الوطني لمعلومات التكنولوجيا المساعدة.

## قانون الابتكار والفرص في القوى العاملة
تم توقيع قانون الابتكار والفرصة للقوى العاملة ليصبح قانونًا من قبل الرئيس باراك أوباما في 22 يوليو 2014.  يوفر  قانون الابتكار والفرصة للقوى العاملة للأشخاص الباحثين عن عمل إمكانية الوصول إلى التوظيف والوظائف عالية الجودة والتعليم والتدريب وخدمات الدعم للأشخاص ذوي الإعاقة ويربط العمال المهرة بأصحاب العمل لتحسين نظام القوى العاملة العامة في الولايات المتحدة.  أثر  قانون الابتكار والفرصة للقوى العاملة على قانون التكنولوجيا المساعدة لعام 2004 من خلال نقل إدارة قانون التكنولوجيا المساعدة من إدارة خدمات إعادة التأهيل في وزارة التعليم إلى إدارة مجتمع المعيشة في وزارة الصحة والخدمات الإنسانية.  تدير إدارة المعيشة المجتمعية الأقسام 4 و5 و6 من برامج وأنشطة قانون التكنولوجيا المساعدة. نقل  قانون الابتكار والفرصة للقوى العاملة المعهد الوطني للإعاقة والمعيشة المستقلة وأبحاث إعادة التأهيل من وزارة التعليم إلى إدارة مجتمع المعيشة. إن وضع كل برامج خدمات الإعاقة هذه معًا يسمح لإدارة مجتمع المعيشة" بتعظيم استقلالية ورفاهية وصحة كبار السن والأشخاص ذوي الإعاقة، وأسرهم ومقدمي الرعاية لكليهما"  وتحقيق مهمتهم في توفير حياة ذات جودة للأشخاص ذوي الإعاقة.

## روابط خارجية
- وزارة العمل الأمريكية
- تعداد الولايات المتحدة
- وزارة التعليم الأمريكية
- المعهد الوطني لأبحاث الإعاقة وإعادة التأهيل (NIDRR)